# Нервовий вузол

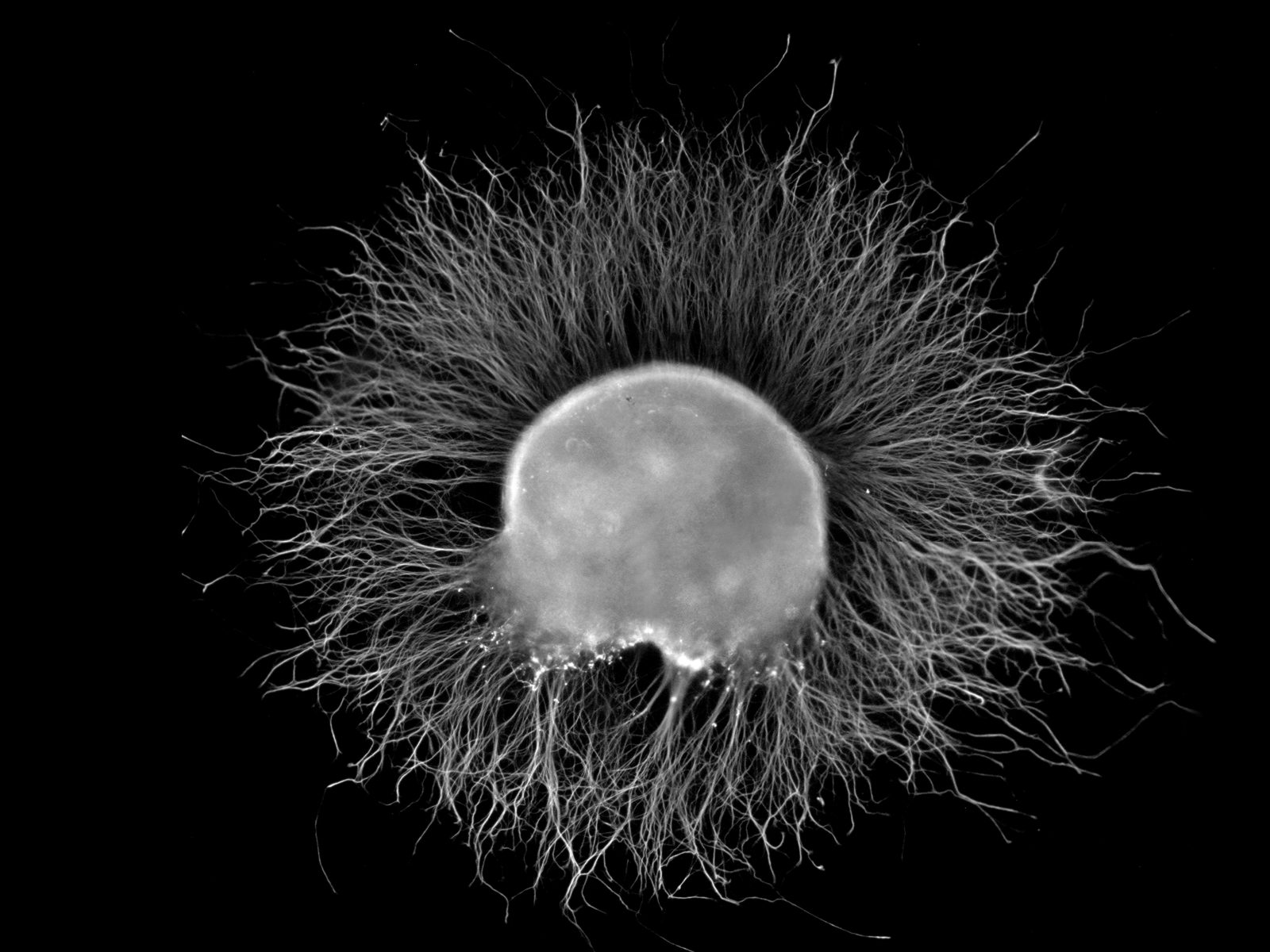
Спинний ганглій семиденного зародка курчати, вирощений у штучному середовищі. Видно, як розходяться від ганглія аксони.

Га́нглій (дав.-гр. γανγλιον — вузол) або нерво́вий ву́зол — скупчення нервових клітин, що складається з тіл, дендритів і аксонів нервових клітин і гліальних клітин. Зазвичай ганглій має також оболонку із сполучної тканини. Є у багатьох безхребетних і всіх хребетних тварин. Часто з'єднуються між собою, утворюючи різні структури (нервові сплетення, нервові ланцюжки тощо).

## Безхребетні
У безхребетних тварин гангліями зазвичай називають частини центральної нервової системи (ЦНС). Пучки нервових волокон, що сполучають ідентичний правий і лівий ганглії, називаються конективи. Пучки, що з'єднують різнойменні ганглії (наприклад, ганглії різних сегментів тіла у членистоногих) називаються комісури. Ганглії у безхребетних можуть зливатися, утворюючи складніші структури, наприклад, з декількох злитих парних гангліїв виник в ході еволюції головний мозок членистоногих і головоногих молюсків.

## Хребетні
У хребетних гангліями, навпаки, зазвичай називають скупчення нервових клітин, що лежать поза ЦНС. Іноді говорять про «базальні ганглії» головного мозку, але частіше для скупчень тіл нейронів всередині ЦНС використовується термін «ядра». Система гангліїв виконує сполучну функцію між різними структурами нервової системи, забезпечує проміжну обробку нервових імпульсів і управління деякими функціями внутрішніх органів.
Розрізняють дві великі групи гангліїв: чутливі та автономні. Перші містять у собі тіла сенсорних (аферентних) нейронів, другі — тіла нейронів автономної нервової системи.